# Bailey Jay
Bailey Jay (Richmond, 5 novembre 1988) è un'attrice pornografica e conduttrice radiofonica statunitense, transessuale non operata.

## Carriera
Bailey Jay acquistò notorietà nel 2007 su 4chan, con lo pseudonimo di "Line Trap". Successivamente apparve con lo pseudonimo "Harley Quinn" (come l'omonimo personaggio dei fumetti) su siti come Shemale Yum, con set fotografici spesso a tema cosplay. Dopo aver cambiato nuovamente il suo nome d'arte, Bailey aprì un suo sito per adulti con materiale softcore e hardcore. Pur avendo preso parte ad alcune serie della Evil Angel, dal 2011 Bailey Jay ha prodotto materiale quasi esclusivamente per il suo sito. Ha ottenuto l'AVN Awards per il Performer Transessuale dell'anno sia nel 2011 che nel 2012.

### Altre attività
Bailey Jay ha preso parte a diverse trasmissioni radiofoniche: The Bailey Jay Show, condotto assieme al compagno Matthew Terhune, The Trans Witching Hour with Bailey Jay, Sugar and Spice, programma condotto assieme a Jen Richards in cui si trattano temi legati al transessualismo. Inoltre è stata ospite in diverse puntate nel programma radiofonico The Jim Norton Show, per poi apparire come annunciatrice nell'omonimo talk show televisivo di Jim Norton.

## Riconoscimenti
- AVN Awards
  - 2011 – Trans-sexual Performer of the Year[8]
  - 2012 – Trans-sexual Performer of the Year[9]
  - 2016 – Favorite Trans Performer (Fan Award)[10]
- Nomination
  - 2011 – XBIZ Award Nomination – Transsexual Performer of the Year[11]
  - 2012 – XBIZ Award Nomination – Transsexual Performer of the Year[12]
- Tranny Awards
  - 2011 – Best Website Model Solo[13]
  - 2015 – Best Internet Personality[14]

## Filmografia
Di seguito sono riportate le interpretazioni di Bailey Jay apparse su DVD.
- Bailey Jay is Line Trap (Third World Media, 2010)
- Shemale XTC 7 (Evil Angel, 2010)
- Cvrbongirl (Evil Angel, 2010)
- Shemale Idol: The Auditions 2 (Evil Angel, 2010)
- The Next Shemale Idol 2 (Evil Angel, 2010)
- The Next Shemale Idol 3 (Evil Angel, 2011)
- Shemale Police (Evil Angel, 2011)
- Shemale Police 2 (Evil Angel, 2011)
- Transsexual Superstars (Shemale Club, 2011)
- The Bailey Experience (Shemale Club, 2013)